# Austrocactus bertinii
Austrocactus bertinii är en kaktusväxtart som först beskrevs av Jacques Philippe Martin Cels och Hérincq, och fick sitt nu gällande namn av Nathaniel Lord Britton och Joseph Nelson Rose. Austrocactus bertinii ingår i släktet Austrocactus och familjen kaktusväxter. Inga underarter finns listade i Catalogue of Life.

## Bildgalleri

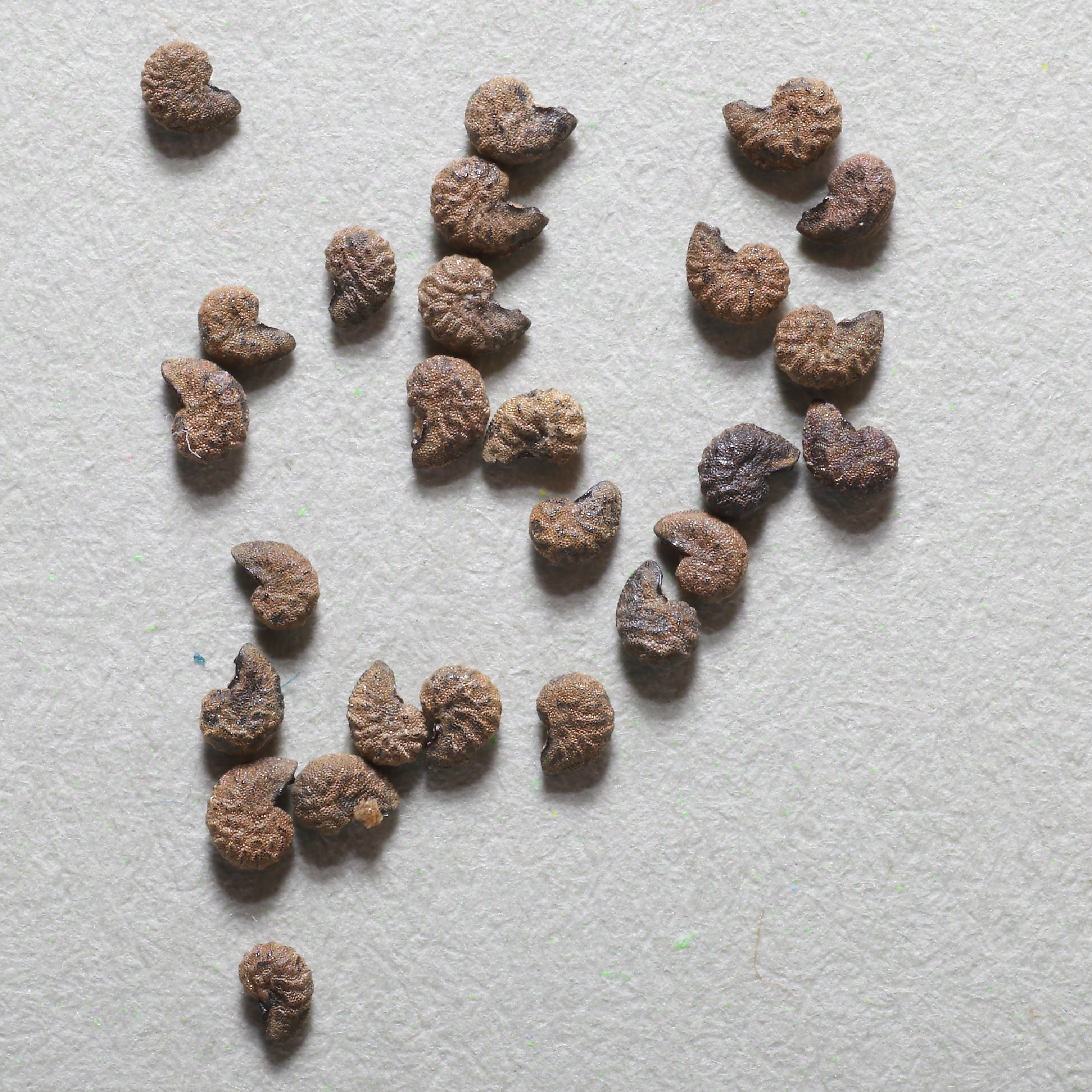